# La gran mentira (telenovela)
La gran mentira es una telenovela chilena producida y transmitida por Televisión Nacional de Chile durante el segundo semestre de 1982. Es una adaptación de Néstor Castagno de la telenovela brasileña Carinhoso, de Lauro César Muniz. Fue dirigida por Herval Rossano.
Protagonizada por Exequiel Lavanderos, Shlomit Baytelman, Bastián Bodenhöfer y María Izquierdo, cuenta con la participación de los primeros actores Malú Gatica, Rafael Benavente y Rubén Sotoconil.

## Argumento
Un avión comercial está a pocos minutos de aterrizar en Pudahuel, en el Aeropuerto Internacional Arturo Merino Benítez. En su interior viaja la azafata Cecilia (Schlomit Baytelman), radicada en Río de Janeiro, quien le cuenta a otra auxiliar de vuelo que ha decidido retornar a Chile, donde dejó al hombre que amaba.
Ese hombre es Eduardo Echaurren (Bastián Bodenhöfer), corredor de Fórmula 4, hijo del dueño de la mansión donde el padre de Cecilia era chofer. El joven también se siente atraído por la azafata, pero el problema es que mantiene una relación de noviazgo con Marisa (María Izquierdo).
Pero Cecilia tiene otros problemas sentimentales: en Río de Janeiro hay un hombre que la ama, Fernando De la Cruz (Jesús Panero), un diplomático. Pero ella está dispuesta a retornar a Santiago de Chile, para recuperar a quien ama. Sin embargo, no sabe que hay un tercer hombre que entrará en su vida, trastocándola completamente.

## Elenco
- Schlomit Baytelman como Cecilia Benavides.
- Exequiel Lavandero como Humberto Echaurren.
- María Izquierdo como Marisa Fernández.
- Bastián Bodenhöfer como Eduardo Echaurren.
- Consuelo Holzapfel como Viviana Soler.
- Alejandro Cohen como Sergio García.
- Marcela Medel como Andrea Pérez.
- Samuel Villarroel como Juan Pablo Rios.
- Malú Gatica como Raquel Tocornal.
- Rafael Benavente como Matías Echaurren.
- Rubén Sotoconil como Felipe Benavides.
- Roberto Poblete como Manuel.
- Soledad Alonso como Liliana.
- Pancho González como Rodrigo "Chispa".
- Paz Irarrázabal como Rosario.
- Jesús Panero como Fernando de la Cruz.
- Luz Jiménez como Madre de Marisa.
- Cora Díaz como Regina.
- Marcela Ojeda como Angélica.
- Mónica Carrasco como Herminia Faúndez.
- Mario Santander como Tulio.
- María Elena Gertner como Vivian.
- Jorge García como Kike.
- Violeta Vidaurre como Ermelinda Gutiérrez.
- Domingo Tessier como Fermín.
- Osvaldo Lagos como Gustavo.
- Gloria Canales como Valeria.
- Patricia Larraguibel como Cristina de la Cruz.
- Herval Rossano como Don Ramón.
- María Teresa Lértora como Gaby.
- Candice Aguad como Rose Marie.

## Equipo técnico
- Producción Ejecutiva: Sonia Füchs
- Dirección General: Herval Rossano
- Guion: Néstor Castagno
- Edición: Ricardo Vicuña
- Ambientación: Carlos Zapata
- Escenografía: Pedro Miranda
- Vestuario: Marco Correa
- Utilería: Yoshiro Sato
- Peinados: Patricio Araya
- Musicalización: Eduardo Garrido

## Banda sonora
- Canción para Cecilia (Grupo Clown).

## Premios
| Año  | Premio             | Categoría   | Nominado           | Resultado |
| ---- | ------------------ | ----------- | ------------------ | --------- |
| 1982 | Gran Premio Vea TV | Mejor actor | Exequiel Lavandero | Ganador   |

## Versiones
- Carinhoso (1973), una producción de Rede Globo, fue protagonizada por Regina Duarte y Cláudio Marzo.